# Lica iz Registrature (1959.)
Lica iz Registrature je hrvatska televizijska drama iz 1959. godine, u režiji Ante Viculina prema scenariju Maje Hribar. Drama je televizijska adaptacija ulomaka iz romana U registraturi hrvatskog književnika Ante Kovačića, a nastala je u povodu obilježavanja 70. obljetnice autorove smrti.
Premijerno je emitirana 29. ožujka 1959. na Televiziji Zagreb.

## Radnja
Televizijska drama strukturirana je kroz nekoliko prizora u kojima dominiraju likovi iz romana U registraturi: fatalna Laura, protagonist Ivica Kičmanović, njegov otac Zgubidan, kumordinar Žorž te lik Mecene. Radnja slijedi ključne prizore iz romana te kroz likove i situacije prikazuje složenost međuljudskih odnosa i društvenih prilika koje Kovačić opisuje u svom djelu.

## Glumačka postava
- Sanda Langerholz kao Laura
- Darko Vizek
- Vlado Krstulović
- Ljubo Dijan

## Produkcija
Lica iz Registrature dio su ciklusa dramatizacija poznatih književnih djela na Televiziji Zagreb tijekom 1959. godine, kojima se nastojalo privući širu publiku adaptacijama klasičnih proznih tekstova. Scenaristica Maja Hribar tada je bila studentica. Ova je drama bila jedna od njezinih prvih televizijskih adaptacija književnih djela.